# 杜布罗夫尼克海事博物馆
杜布罗夫尼克海事博物馆（Pomorski muzej  u Dubrovnik）设于杜布罗夫尼克的圣伊万要塞（Tvrđava Sv. Ivan）内。

## 历史
博物馆成立于1941年，举办了题为“诸世纪的海路与杜布罗夫尼克”的展览。自1949年以来，博物馆一直是南斯拉夫科学与艺术学院的一部分，1987年与杜布罗夫尼克博物馆合并。
该博物馆位于圣伊万要塞内，在1979年灾难性地震后，得到修复。1986年以后，博物馆的常设展览，展示杜布罗夫尼克市及其周边地区的航海历史。

## 展品
展览包括17、18和19世纪的船舶模型、旗帜、大炮和其他武器、航海仪器、船舶日志、地图、各种文件，以及藏有许多珍贵书籍和重要档案的珍贵图书馆。

## 重要展览
在过去的几年里，博物馆举办了各种展览，例如：
- 1990年：“杜布罗夫尼克的造船传统”，
- 1992 - 1993年：“杜布罗夫尼克与新世界（美洲）”，
- 1994年：“克罗地亚木船制造遗产”，
- “杜布罗夫尼克和佩列萨克最后一艘帆船”
- 1996年：“ B.伊万科维奇 (1815 - 1898) 上尉的照片。”。

## 常设展览

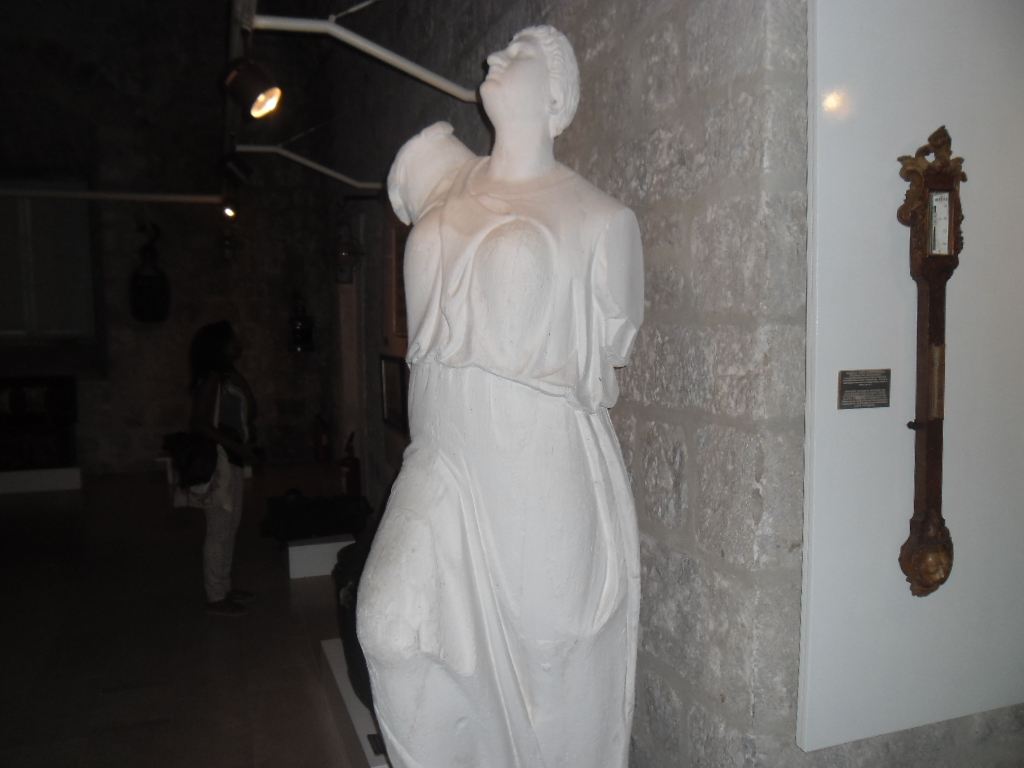
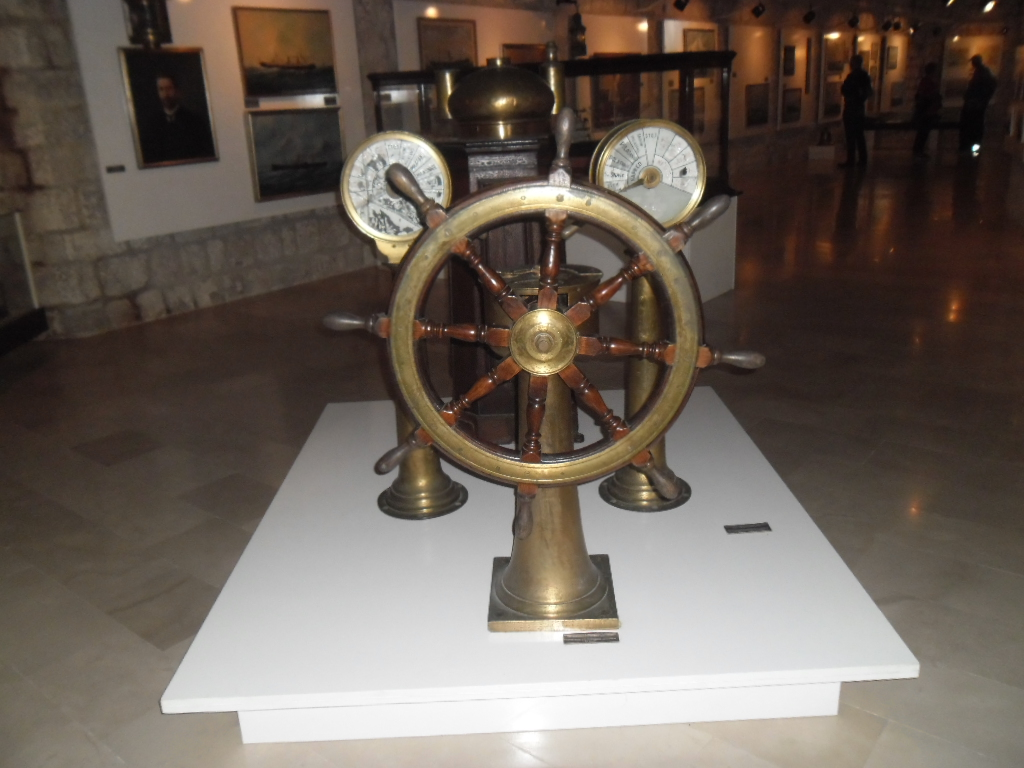
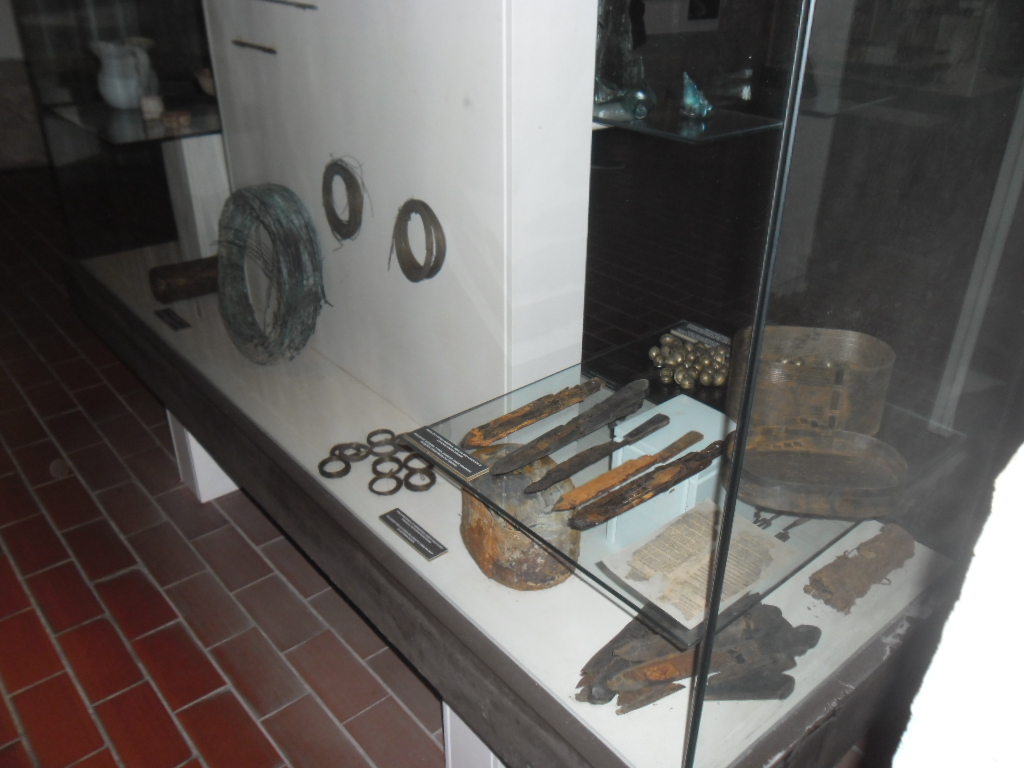
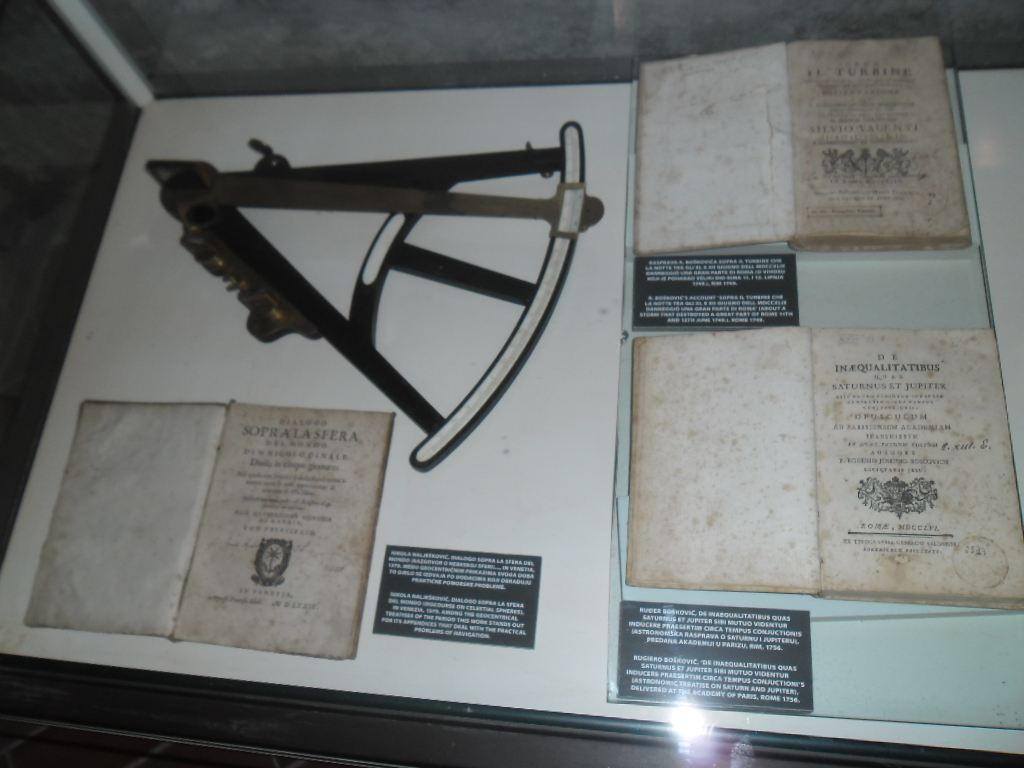
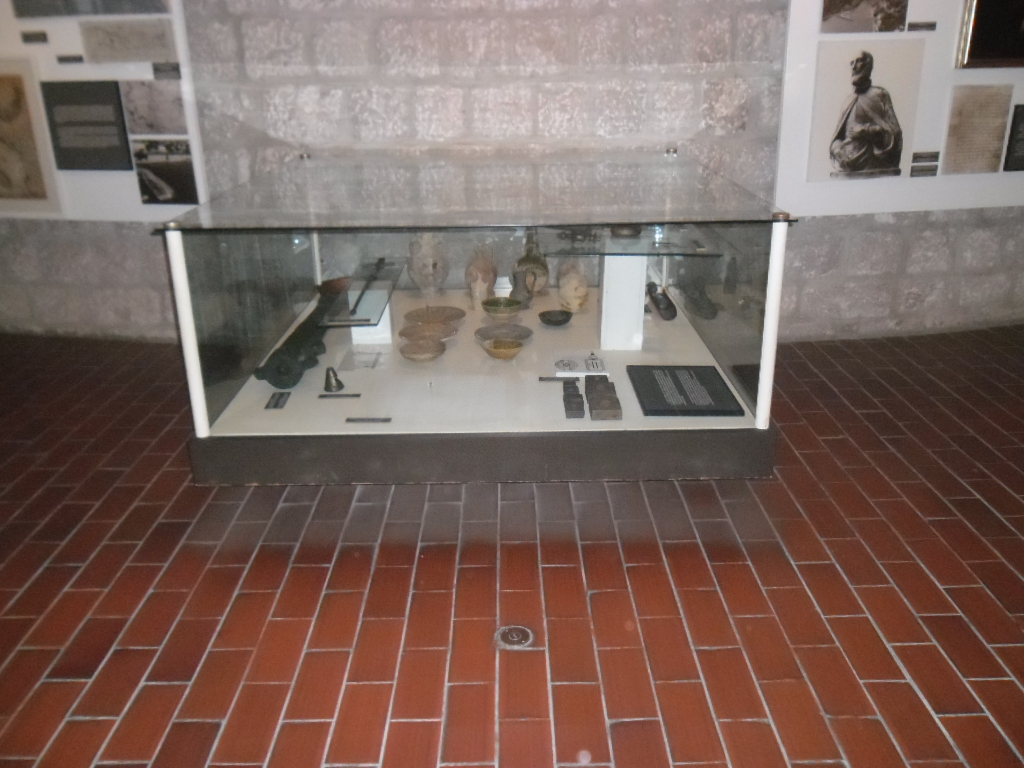
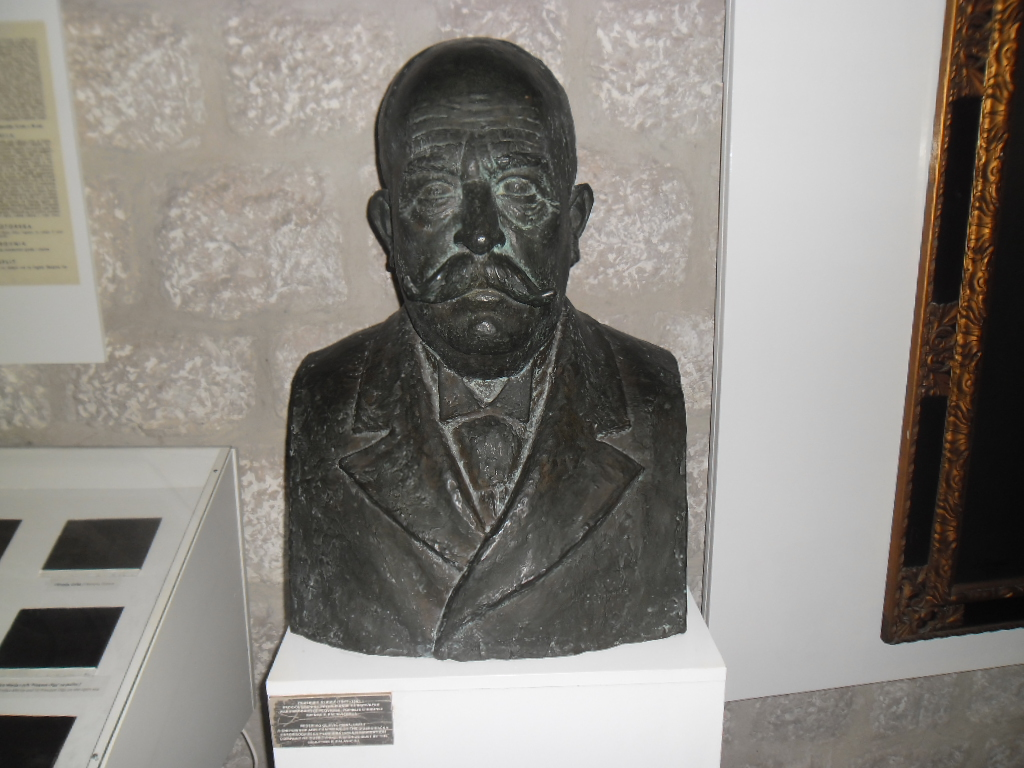

博物馆常设展览包括：